# Río Fwa
El Fwa es un río en la República Democrática del Congo en el oeste de África, que fluye a través de la provincia de Kasai Oriental. El río es un afluente del río Lubu, que es un afluente del río Sankuru, en la cuenca hidrográfica del sudeste del río Congo.

## Fauna
El río es particularmente notable por su diversa comunidad de peces. Esta comunidad incluye cinco especies endémicas de cíclidos: cyclopharynx fwae, c. schwetzi, schwetzochromis neodon, thoracochromis brauschi y t. callichromus.